# امبرشاء (لودر)

تعديل مصدري - تعديل

امبرشاء هي إحدى قرى عزلة زارة بمديرية لودر التابعة لمحافظة أبين، بلغ تعداد سكانها 127 نسمة حسب تعداد اليمن لعام 2004.